# Platani (Ahaia)
Platani este un oraș în Grecia în prefectura Ahaia.